# Poleszyn
Poleszyn – wieś w Polsce położona w województwie łódzkim, w powiecie pabianickim, w gminie Dobroń.
W latach 1975–1998 miejscowość administracyjnie należała do województwa sieradzkiego.
W roku 2011 liczba ludności we wsi wynosiła 184.